# ニポポ (アーティスト)
ニポポ（1976年1月4日 - ）は、日本のミュージシャン。徳間ジャパンコミュニケーションズ所属。埼玉県さいたま市在住。血液型B型。

## 来歴
覆面テクノユニット『トンガリキッズ』のメインボーカルとしてデビュー後、他アーティストのリミックスを手がけるなどの作業をしていたが、その後「軽い仲間割れ」という理由（真偽のほどは不明）でソロデビューする。
ソロデビュー後はテレビ、ラジオよりも各ポータルサイト等での特集を組まれる形での宣伝のされ方のほうが目立った。実質ニポポ一人の制作であっても、トンガリキッズ名義でリミックスを発表している。
現在は不動産執行の傍ら、北朝鮮やカルト教団などの潜入ライターとして活動しているが、現在でも「ミュージックステーションに二回出たことがある」をお決まりのセールストークとしている。

## ディスコグラフィー

### アルバム
- tongarikick.exe（2006年7月26日）
  1. イントロ
  2. D-Push!
  3. おNEWフェイスSUMMER
  4. airport茨城'96
  5. electria
  6. その他の雑酒48
  7. Ha-Shi-Ya-Su-Mix
  8. テクノの手毬唄
  9. ドイツ製のメガネ
- tongarikiss.zip（2006年11月29日）(CDのほかにアナログ盤も存在する)
  1. Craftsmanship
  2. Weaving machine
  3. “5時から男”は二度死ぬ
  4. PC6001
  5. kabaddi
  6. condor
  7. 0923 ONAIR
  8. KAN-RYU
  9. かもめ波止場
  10. LogBook
  11. RX7
  12. VOICE
- ニポポ楽園〜怒涛の音楽力〜（2008年7月23日）
  1. ナチュラル・ボーン・チリチリ
  2. ラ・ムー（feat.小明）
  3. デスメタルのボーカルをしております（feat.殿方充）
  4. Touch Me
  5. 踊れないですもの（feat.小明）
  6. first time
  7. NO MORE ENCORE
  8. ガッツなし（feat.学生時代）
- ニポホテルグループ〜私が社長 Death（2010年2月3日）
  1. お騒がせリズム (feat. 田代まさし&SSTV DAX LIVE!!)
  2. 私が社長DEATH
  3. HIT Sunjya NIGHT! (feat. 鴻巣神起&NIPPOBANG)
  4. 闇の中 (feat. 小明)
  5. 犬にはなるなよ!
  6. 監獄SOUL (feat. 田代まさし)
  7. デジタル式メタル塾
  8. 不倫は軍歌だ
  9. 友愛
  10. D-push! (ver. 小明)
  11. TECH-TECH-8bit (feat. 琴乃)
  12. ピュア (feat. 学生時代)

  - 以下の曲は当初収録予定であったが未収録となったもの
    1. D-push! (ver. 小明)
    2. デジメタル (feat. 学生時代)※ピュアと差し替え。「デジタル式メタル塾」のプロトタイプ。「トンガリキッズ・ニポポの壊れかけレディオセンター」(2008年12月13日放送分)で公開された。

※トンガリキッズとしての活動はトンガリキッズの項を参照。

## 参加作品
- Big Bang Romance -トンガリニポポの極悪 MIX- / 野宮真貴 loves m-flo（2005年9月7日）
- クラッシュ新橋<トンガリニポポの「MOSTウザMIX」>  /  エイジアエンジニア（2005年9月28日）
- セブンティーン(トンガリニポポの40代MIX)  /  TRA（2005年10月19日）
- I'M DA 1<トンガリニポポのキムチジョセヨMIX>/ m-flo loves WHEE SUNG（2005年11月2日）
- やわらか戦車 -REWORKS-（2007年9月21日）
- グラディウス(Tongarikids REMIX 鼻ディウス) / KONAMI (2008年5月21日)

いずれもRemixに参加。

## 団塊ジュニアランド
埼玉県川越市にレトロゲームや80年代グッズを中心とした私設博物館団塊ジュニアランド (通称：団ジュニランド) を運営している。

## その他
- 自身のことを一発屋と表現することが多い。
- アメーバブログに、オフィシャルブログ『いつかあの日に…帰らない!!』を開設している。
- 本名がヨネクニであることをブログで明かしている。
- 先祖は川越藩の藩主だったとのこと。
- ファミ通で行われた桃太郎伝説シリーズのアクションゲームタイトルの公募で、採用されたことがある。
- プロフィールには載せていないが、情報サイト「探偵ファイル」の内勤スタッフとして、携帯サイト「探偵ファイルmobile」を運営している。
- イベントでは、自身のライブ・DJよりもプレゼンテーションソフトを併用したMCや潜入動画上映が大半を占めることが多々ある。
- m-floとはイベントを含め、数回ほど一緒に仕事をしているが、どのような仲なのかは不明。
- ドムドムを愛し、2008年1月31日をもって閉店したドムドム鴻巣駅店の常連客であった。
- 名前の由来はトンガリキッズでのデビューの際、メンバーそれぞれに名前を付ける事になり、そのとき手に持っていたファミコンカセット北海道連鎖殺人 オホーツクに消ゆのアナログ盤のパッケージに載っていたニポポ人形からきている。
- クラブイベントで石野卓球に挨拶したところ、その後楽屋で6時間正座させられ、切腹を命じられた。
- 徳光正行は大学時代の友人。
- RLS（むずむず脚症候群）を患っている。
- 2016年クロスミントンのオーバー40の部での世界ランク174位であった。[2]
- 高校の頃の彼女と知り合ったきっかけはファミコンゲーム(ポートピア連続殺人事件)
- 大学の頃の友人の1人には「ルシファー様」と呼ばれていた

## 出演番組
- フラワーラジオ「トンガリキッズ・ニポポの壊れかけレディオセンター」毎週土曜日12:00〜14:00放送ー終了
- スペースシャワーTV - WEB番組「DAX LIVE!!」
- GyaOジョッキー - 「小明のお兄ちゃんの顔を見てみたい」 #06-ゲスト
- スペースシャワーTV - 「スペチャ!」
- キ号冒険学校が行く!（2014年10月4日 - 、エンタメ〜テレ[3]）